# Mark Beevers
Mark Geoffrey Beevers, född 21 november 1989, är en engelsk fotbollsspelare.

## Karriär

### Bolton Wanderers
I juli 2016 värvades Beevers av Bolton Wanderers, där han skrev på ett tvåårskontrakt.

### Peterborough United
Den 24 maj 2019 värvades Beevers av Peterborough United, där han skrev på ett treårskontrakt.

### Perth Glory
Den 22 juni 2022 värvades Beevers av australiska A-League-klubben Perth Glory, där han skrev på ett tvåårskontrakt.